# 卢戈体育俱乐部
卢戈竞技俱乐部（Club Deportivo Lugo），西班牙卢戈市的一个足球俱乐部。该俱乐部成立于1953年，现在参加西班牙足球乙级联赛。

## 著名球員
- 迪亞高·盧比斯·洛迪古斯